# Serně
Serně (ukrajinsky Серне, do roku 1946 Сернин, v letech 1946 až 1995 Рівне; maďarsky Szernye) je obec v Baťovské vesnické komunitě v okrese Berehovo, v Zakarpatské oblasti Ukrajiny. V roce 2001 zde žilo 1980 obyvatel, z toho bylo 97,47% obyvatel maďarské národnosti.
Je zde stanice na železniční trati Lvov – Stryj – Čop.

## Historie
První písemná zmínka o obci pochází z roku 1270. V 15. století zde byl postaven gotický kostel, který byl v roce 1774 barokně přestaven. Do Trianonské smlouvy byla obec součástí Uherska, poté byla pod názvem Serně součástí Československa. V letech 1938 až 1944 byla obec (v důsledku první vídeňské arbitráže) součástí Maďarského království. Od roku 1945 byla obec součástí Sovětského svazu, resp. Ukrajinské sovětské socialistické republiky; nakonec od roku 1991 je součástí samostatné Ukrajiny.